# 阿里雲盤
阿里云盘是阿里巴巴推出的一项个人云存储服务，支持上传视频、文档等各种格式的文件，支持最高30G的单个文件上传，支持文件分享、支持第三方应用，上线初期宣称下载不限速。包含Web版、Windows版、Mac版、Android版和iOS版。

## 历史
- 2020年10月，阿里云盘开始内测，在内测阶段需凭邀请码使用[2]。
- 2021年3月22日，阿里云盘开始公测，无需邀请码[3][4][5][6][7]。
- 2022年3月24日，阿里云盘宣布推出会员服务[8]。
- 2023年3月，阿里云盘推出年满15周岁的在校学生免费领取1T永久容量的活动[9]。
- 2023年6月起，阿里云盘对分享功能作出修改，分享链接永久有效的功能仅对“用户通过分享累计带来的新用户数大于等于30，或累计转存用户数大于等于100”的用户开放，其他用户则只能生成有期限的分享链接[10]。
- 2023年7月，有网友称阿里云盘对普通用户进行了下载限速[11][12]。
- 2024年7月初，阿里云盘更新版本，开始对第三方应用限速，并推出除SVIP以外的第三方权益包（每月10元）[13]。

## 争议
- 2023年7月，有用户向澎湃质量观投诉平台反映称，在购买阿里云盘超级会员后下载仍被限网速。阿里云盘回应称不存在限速情况，会排查[14]。
- 2024年9月14日，有多名用户在网上发帖称，在阿里云盘里只要创建一个新的文件夹，然后再分类中选择图片，就可以查看大量陌生人照片。阿里云盘回应称出现短时服务异常，已修复[15][16][17]。

## 相关
- 2021年9月，还在内测阶段的阿里巴巴另一款网盘产品Teambition网盘停止运营，内测用户的容量和数据迁移到阿里云盘[18]。
- 2022年1月，优酷云相册宣布将停止运营，相册内的文件可一键转存至阿里云盘[19]。
- 2023年8月1日起，钉钉私人文件存储服务关闭，并转由阿里云盘提供[20]。